# Fraus legis
Fraus legis is een door de Hoge Raad in het fiscale recht geïntroduceerd begrip dat 'misbruik van recht' verbiedt. Hiervan is sprake bij constructies die bedoeld zijn om belasting te besparen, verder geen niet-fiscale betekenis hebben en strijdig zijn met doel en strekking van de wet.
In de AWR is nog het inmiddels nagenoeg achterhaalde hoofdstuk VI opgenomen dat gaat over de zogenaamde richtige heffing. De in deze wetsartikelen beschreven procedure waarbij de inspecteur toestemming nodig heeft van de Staatssecretaris van Financiën is geheel in onbruik geraakt omdat het in de rechtspraak ontwikkelde 'fraus legis' een volwaardig alternatief is om ongewenste constructies te voorkomen. Dit heeft er tot geleid dat de staatssecretaris geen beschikkingen meer afgeeft voor richtige heffing en derhalve komt richtige heffing in de praktijk niet meer voor.